# Ауце
Ауце (латис. Auce) — місто в Добельському районі Латвії.
Населення 4,1 тис. жителів (2007). Розташоване за 100 км до південного заходу від Риги, на кордоні з Литвою. Залізнична станція.

## Назва
- Ауце (латис. Auce;  вимова)
- Ауц (нім. Autz)
- Старий Ауц (нім. Alt-Autz)

## Географія
Розташоване за 100 км до південного заходу від Риги, на кордоні з Литвою. Залізнична станція.

## Історія
- Герцогство Курляндії та Семигалії
- Курляндська губернія
- Добельський район

## Відомі особистості
В поселенні народилась:
- Сігне Баумане (* 1964) — латвійська мультиплікаторка, художниця, ілюстраторка, письменниця